# Kathleen Weiß
Kathleen Weiß (ur. 2 lutego 1984 roku w Schwerinie) – niemiecka siatkarka, reprezentantka kraju. Grająca na pozycji rozgrywającej. Uczestniczka Mistrzostw Świata 2006, rozgrywanych Japonii. Dwukrotna wicemistrzyni Europy (2011 oraz 2013). 

## Sukcesy reprezentacyjne
Grand Prix:
- 2009

Mistrzostwa Europy:
- 2011, 2013

Liga Europejska:
- 2013

Volley Masters Montreux:
- 2014

## Sukcesy klubowe
Mistrzostwo Niemiec:
- 2000, 2006
- 2007
- 2004, 2008

Puchar Niemiec:
- 2001, 2006, 2007

Puchar Holandii:
- 2009

Mistrzostwo Holandii:
- 2009

Mistrzostwo Azerbejdżanu:
- 2011

Puchar Czech:
- 2015, 2016, 2018

Mistrzostwo Czech:
- 2015, 2016, 2018

Puchar Bułgarii:
- 2019

Mistrzostwo Bułgarii:
- 2019

## Nagrody indywidualne
- 2001 - Najlepsza zagrywająca Mistrzostwa Europy Kadetek